# Savur-Mohila
Savur-Mohila (en ucraïnès: Савур-Могила, en rus: Саур-Могила, en ocasions transliterat de la rus Saur-Mogila), és un túmul a l'altiplà de Donets de 277,9 metres. Situat al districte de Xakhtarsk de l'óblast de Donetsk, té a prop la ciutat de Snijne i a 5 km. la frontera entre Ucraïna i l'óblast de Rostov de Rússia.
Al cim del túmul hi ha una torre de guaita de cosacs. Durant la Segona Guerra Mundial va esdevenir un punt de la línia de defensa fortificada alemanya Mius-Front. L'any 1963 l'arquitecte ucraïnès Anatoli Fiódorovitx Ignàsxenko hi va construir un gran complex monumental soviètic en commemoració del 20è aniversari de l'alliberament del túmul del poder dels nazis.

## Història
Originalment era un túmul (kurgan) - mogila significa «túmul» en rus i, segons una interpretació, la paraula savur prové del túrquic sauyr, que significa «túmul d'estepa amb forma de cul de cavall». La historiadora cultural Rosamund Bartlett expressà que «s'havien creat moltes llegendes populars sobre aquest kurgan en particular, que havia actuat com una mena de frontera entre russos i turcs i tàtars en el període medieval; Savur hi apareix com un maleït kan turc o com un heroi cosac».

### Segona Guerra Mundial
Durant la Segona Guerra Mundial va ser el punt focal d'intensos combats quan, l'agost de 1943, les tropes soviètiques van aconseguir recuperar el control del cim a les forces alemanyes. El 1963, es va donar a conèixer un complex commemoratiu al cim del turó per honrar el soldats caiguts, que comprenia un obelisc amb una estàtua d'acer i formigó d'un soldat soviètic, quatre escultures d'acer i formigó construïdes al llarg del vessant que conduïa fins a l'obelisc (cadascuna memorialitzava a soldats, tanquistes, artillers i aviadors implicats en la batalla), i murs amb els noms dels soldats caiguts a la batalla.

### Guerra al Donbass
El 2014, durant els primers mesos del conflicte militar entre les tropes ucraïneses i els separatistes pro-russos al Donbàs, el cim va ser capturat pels combatents pro-russos de la República Popular de Donetsk (RPD). El 23 de juliol de 2014, les tropes secessionistes van abatre, mitjançant un avançat sistema antiari, dos avions d'atac terrestre Sukhoi Su-25 de la Força Aèria Ucraïnesa que hi sobrevolaven a 5.182 metres d'alçada.
El 28 de juliol de 2014, després d'intenses lluites, les Forces Armades d'Ucraïna van prendre el control del túmul a les forces independentistes. No obstant això, el comandant de la República Popular de Donetsk, Igor Girkin, va negar que s'hagués perdut, dient que els combats continuaven. El 9 d'agost de 2014, després de la seva captura per la 25a Brigada Aerotransportada d'Ucraïna, la RPD va recuperar el turó el 26 d'agost de 2014. Durant els enfrontaments, el turó va canviar de bàndol entre Ucraïna i la RPD unes vuit vegades.
El 21 d'agost de 2014, l'obelisc del memorial s'esfondrà després d'haver patit setmanes de bombardeigs intensos.

## Galeria

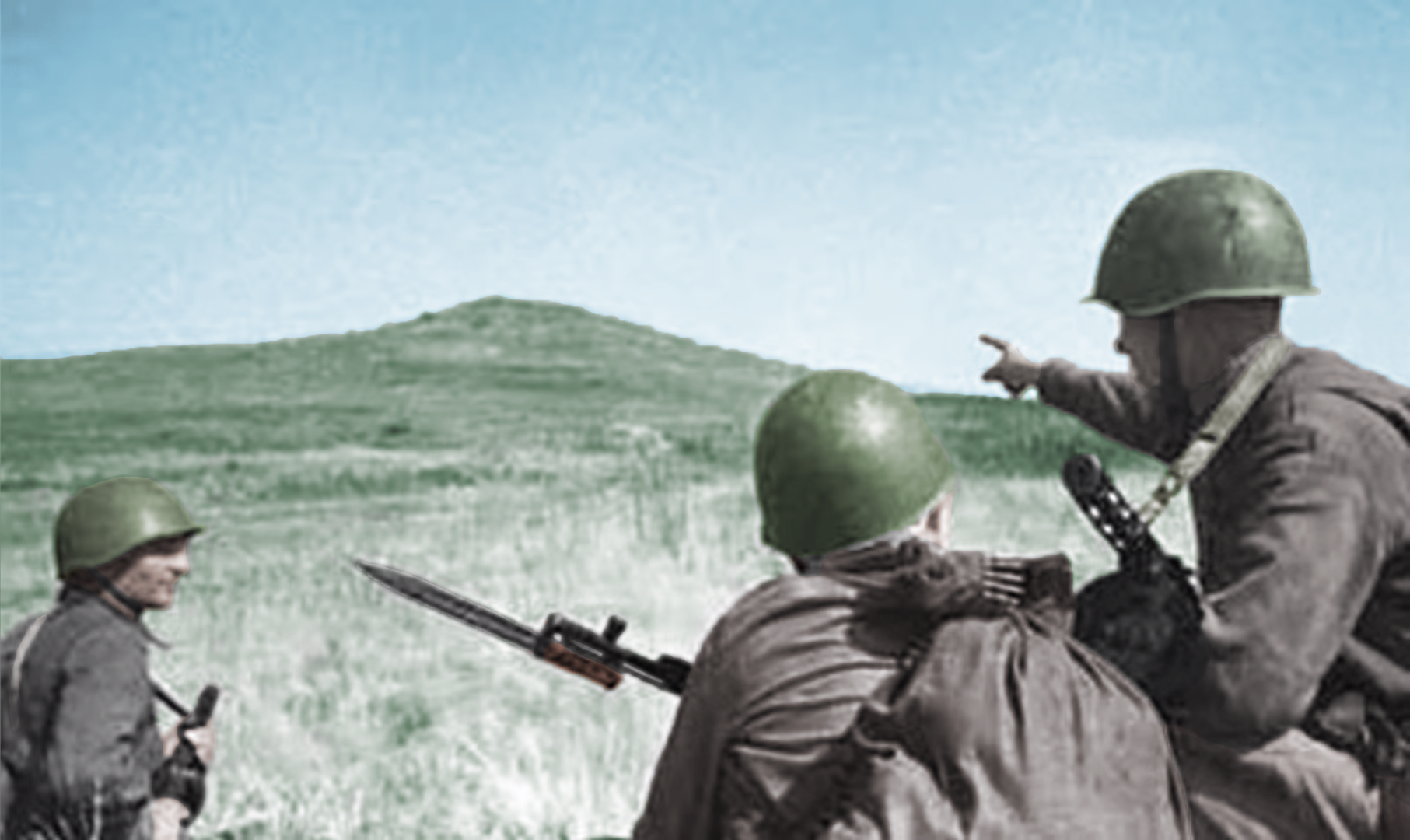
Soldats de l'Exèrcit Roig a prop de Savur-Mohila durant la 2a Guerra Mundial
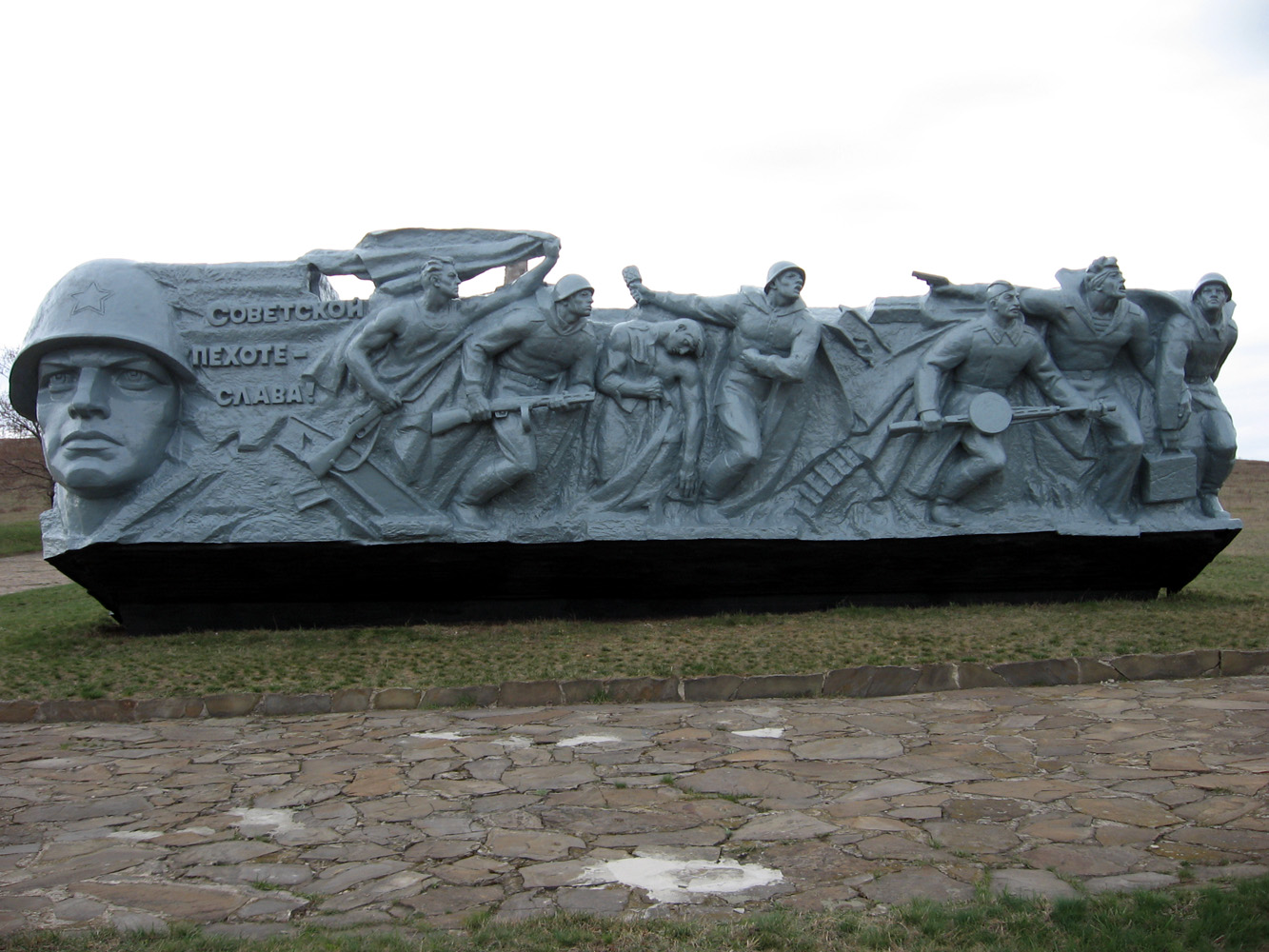
Monument als soldats soviètics durant la 2a Guerra Mundial
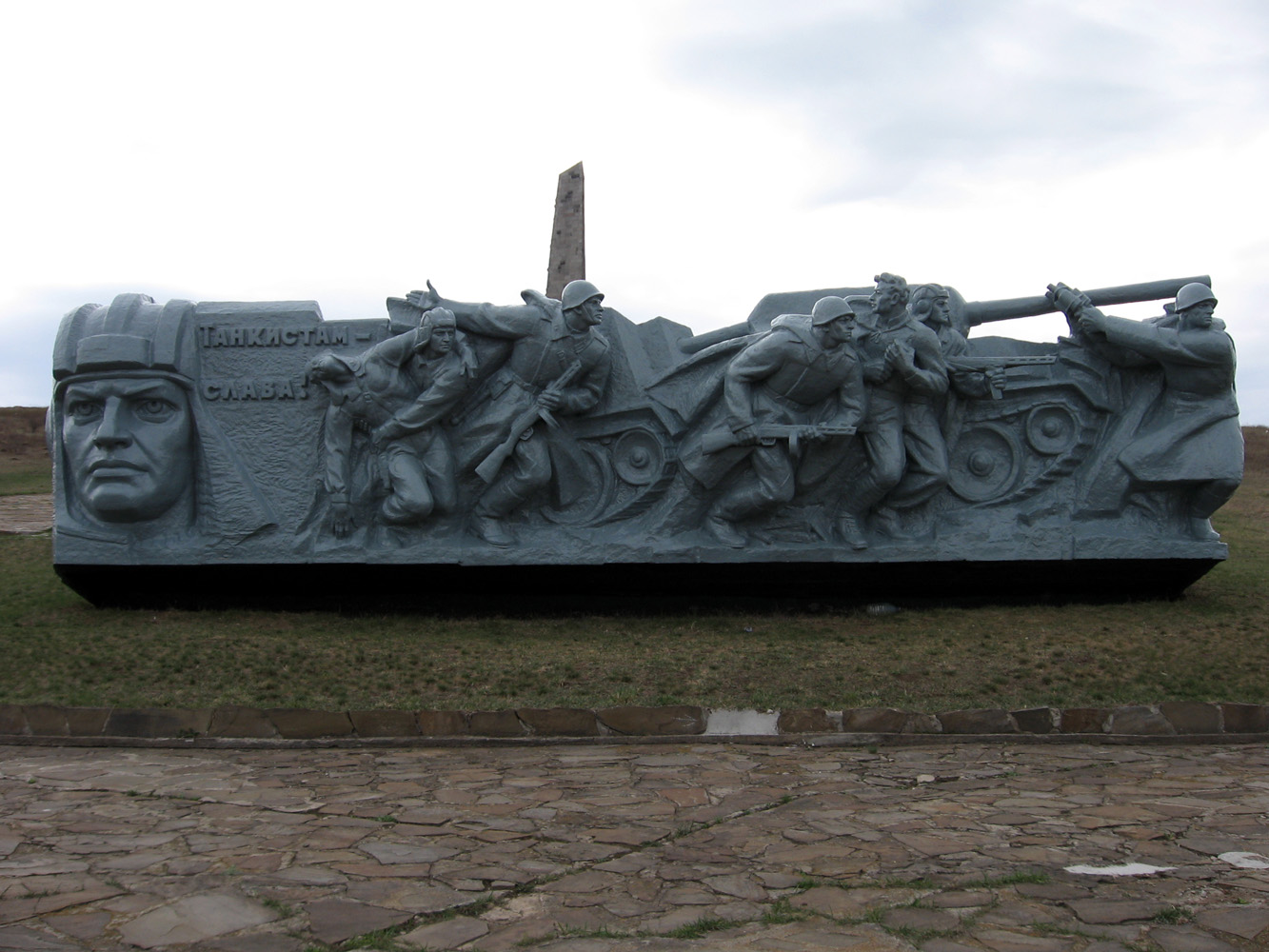
Monument als tanquistes soviètics durant la 2a Guerra Mundial
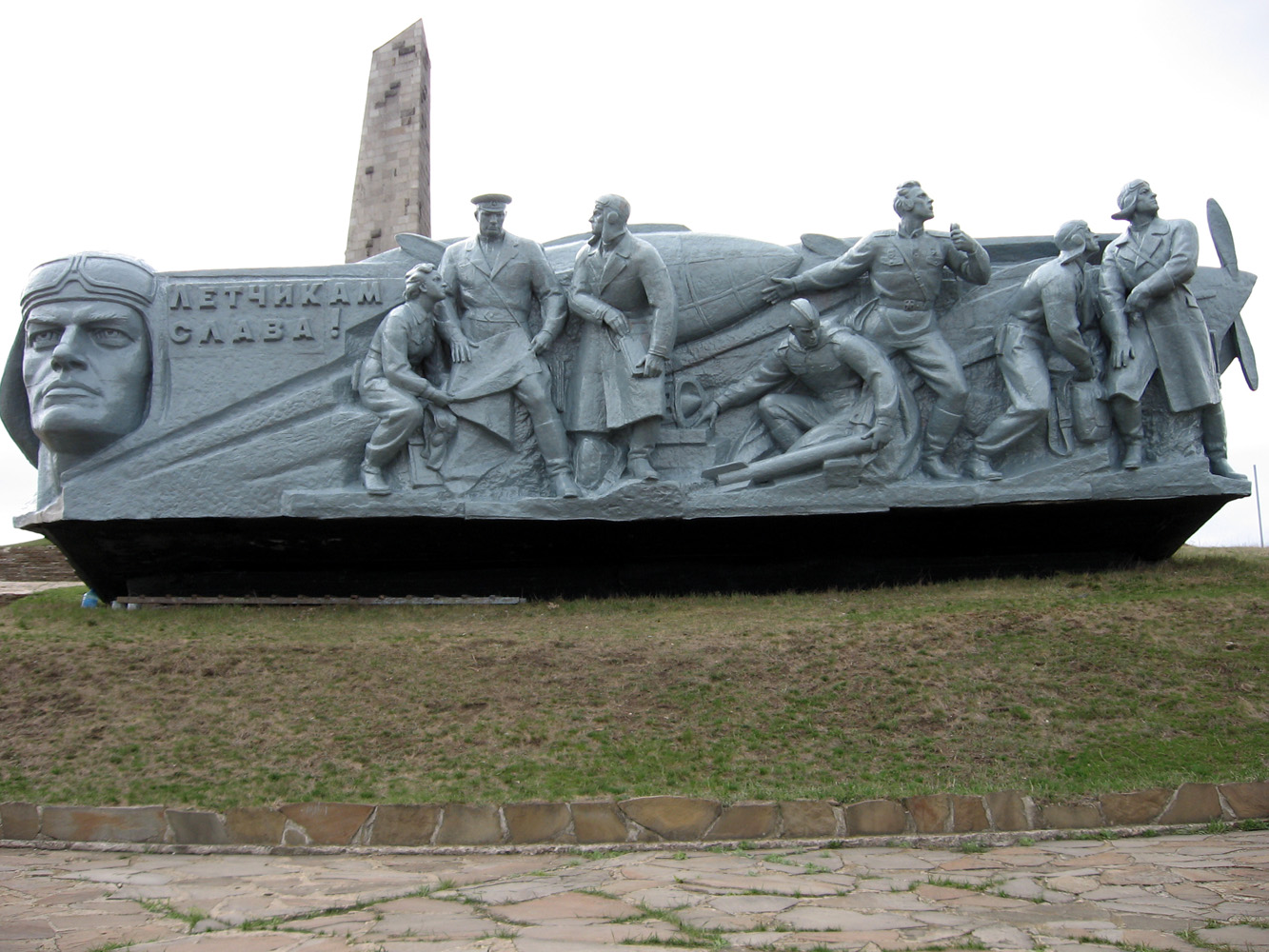
Monument als pilots soviètics durant la 2a Guerra Mundial
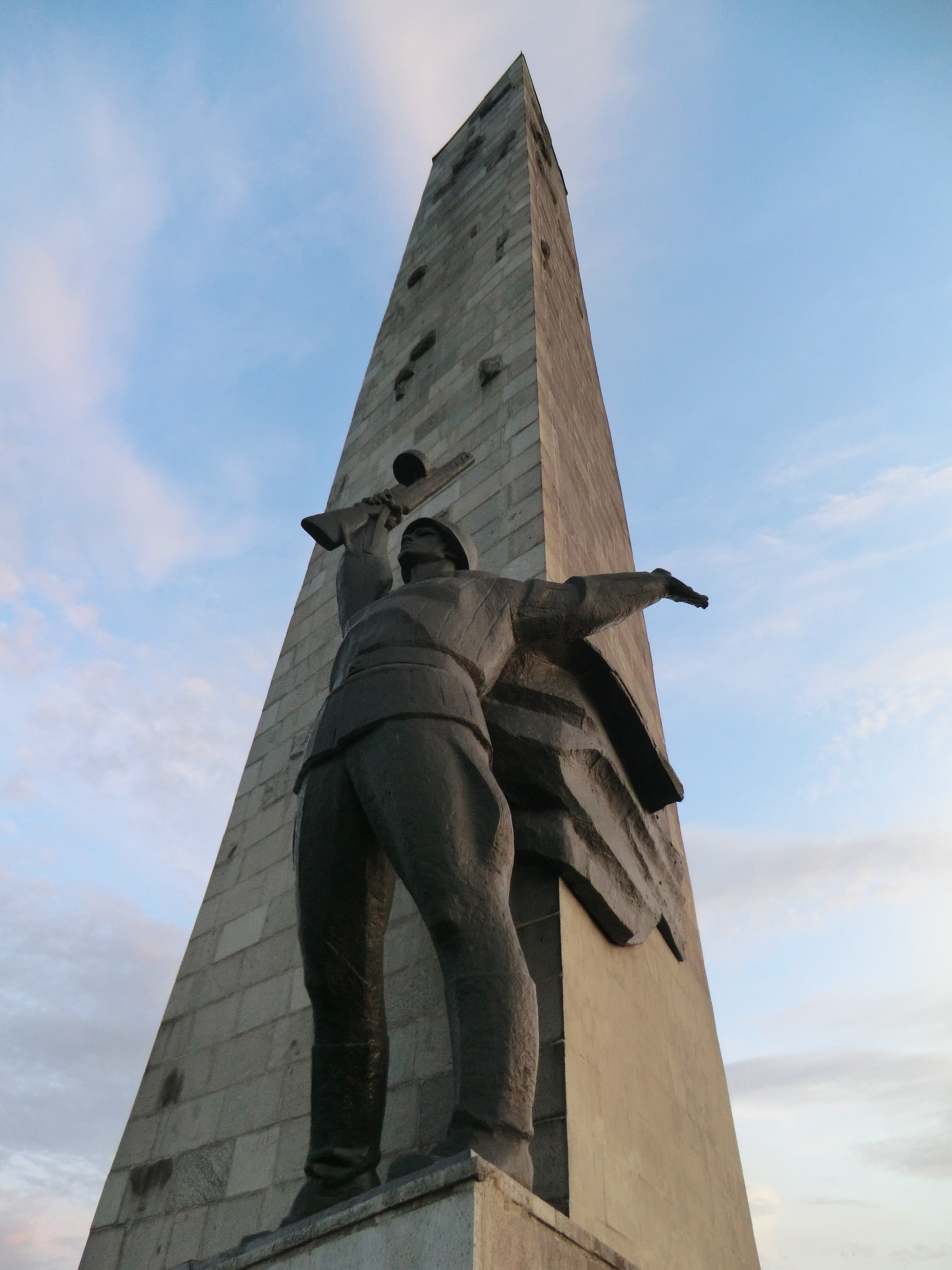
Estàtua als soldats soviètics prop de l'antic obelisc
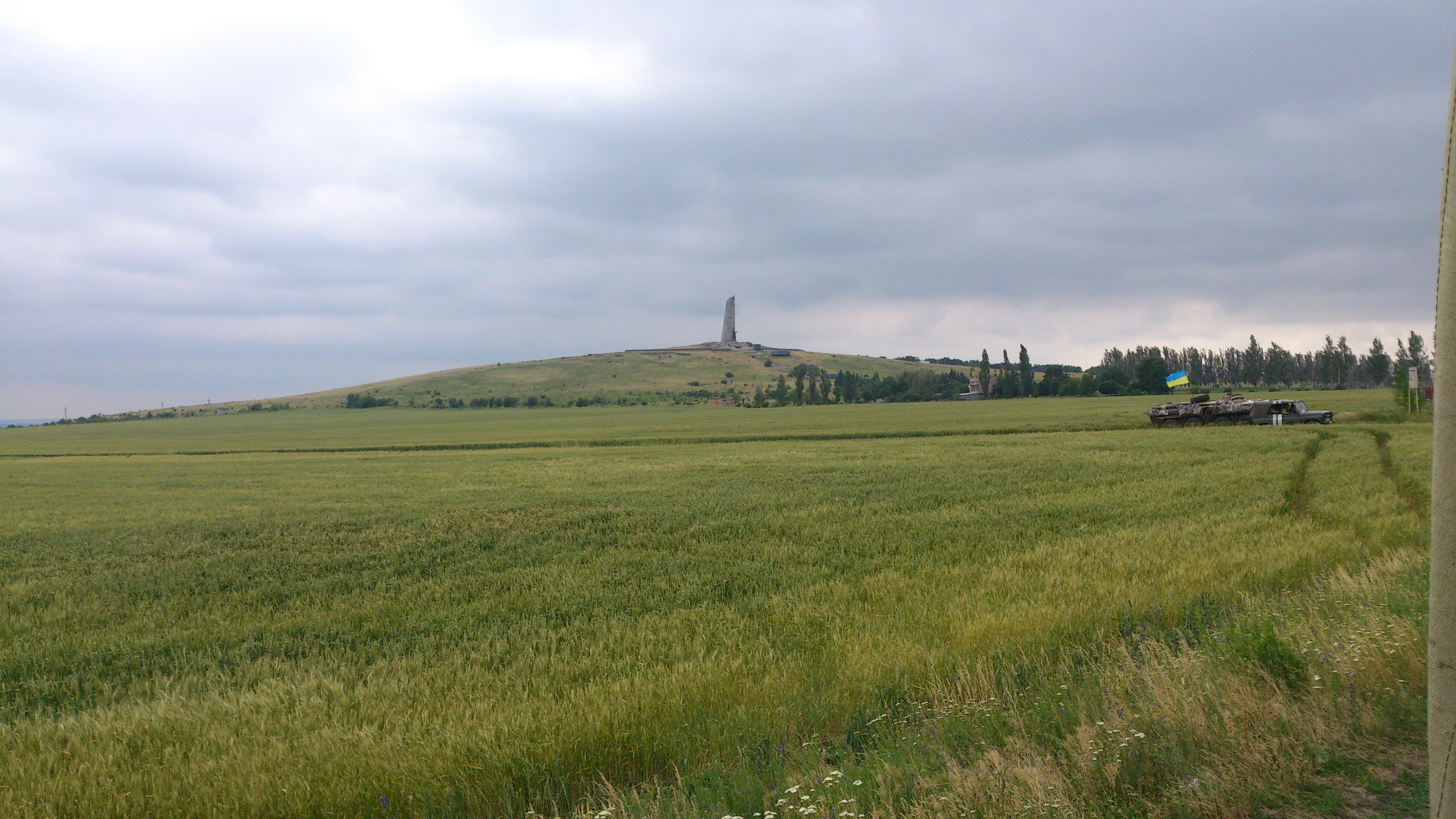
Soldats ucraïnesos prop del memorial abans de la batalla del districte de Xakhtarsk, juny 2014
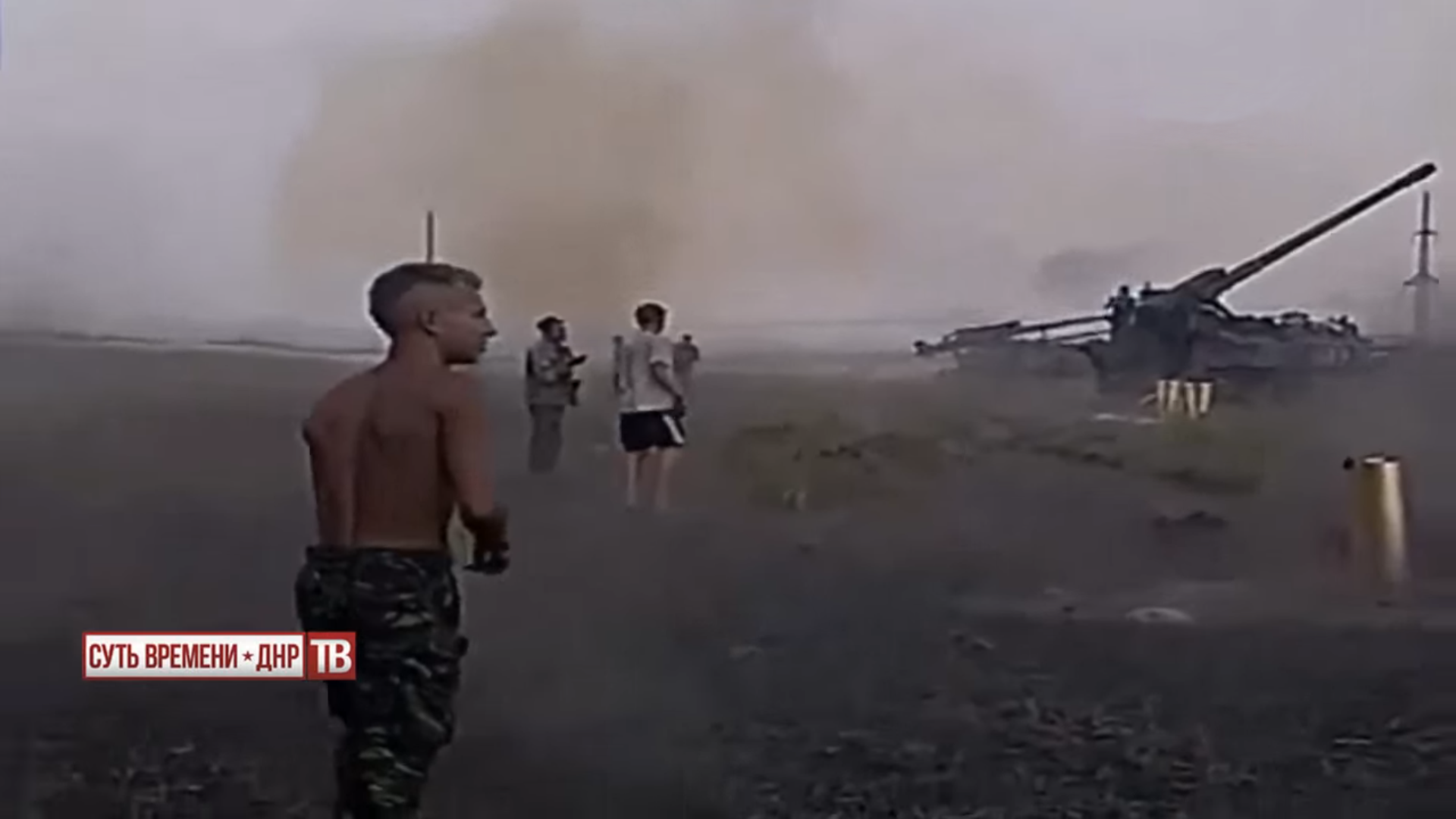
Soldats ucraïnesos disparant múltiples 2S5 Giatsint-S a posicions de la RPD, juliol 2014
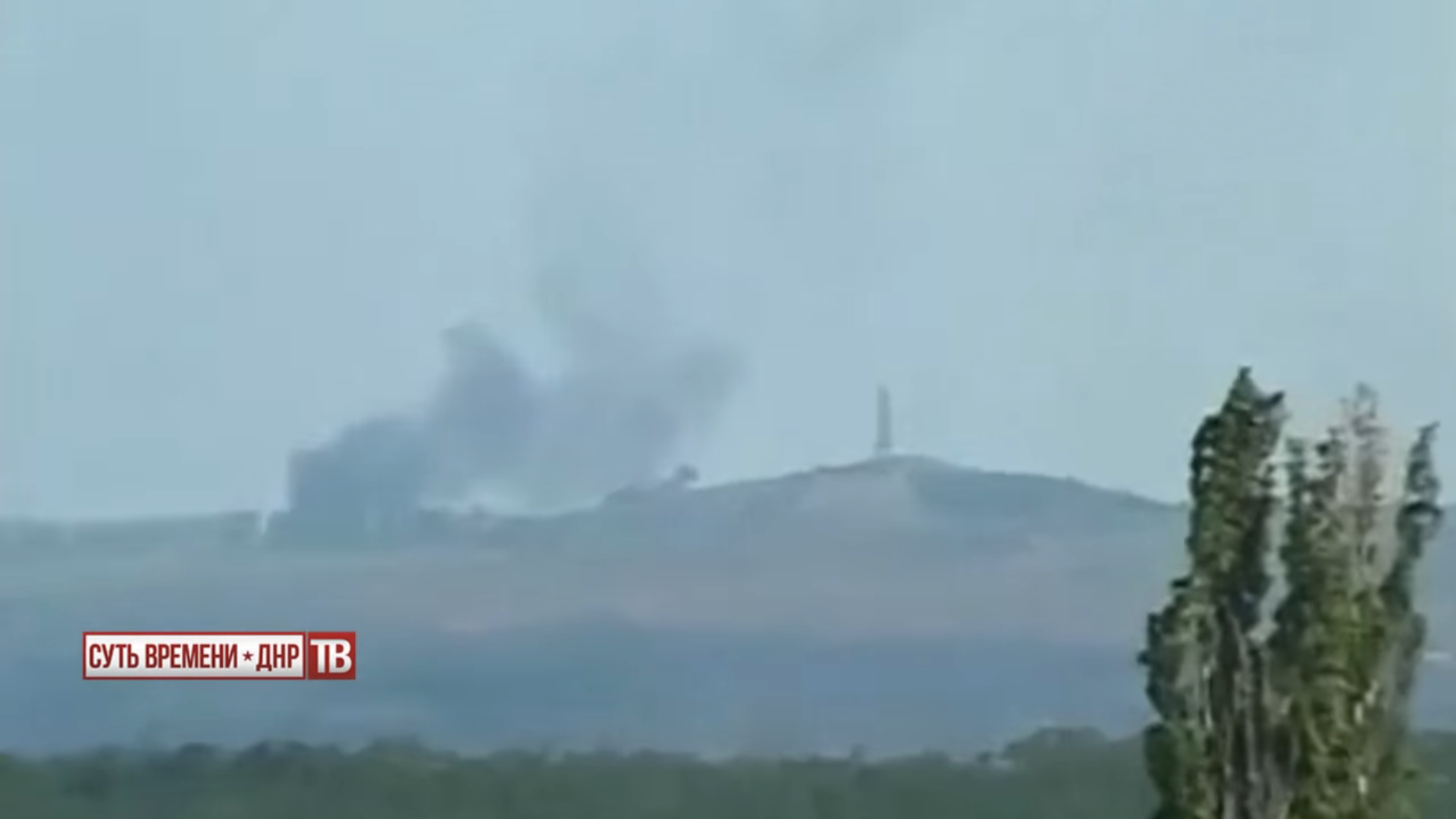
Soldats ucraïnesos disparant a posicions de la RPD a Savur-Mohila, juliol 2014
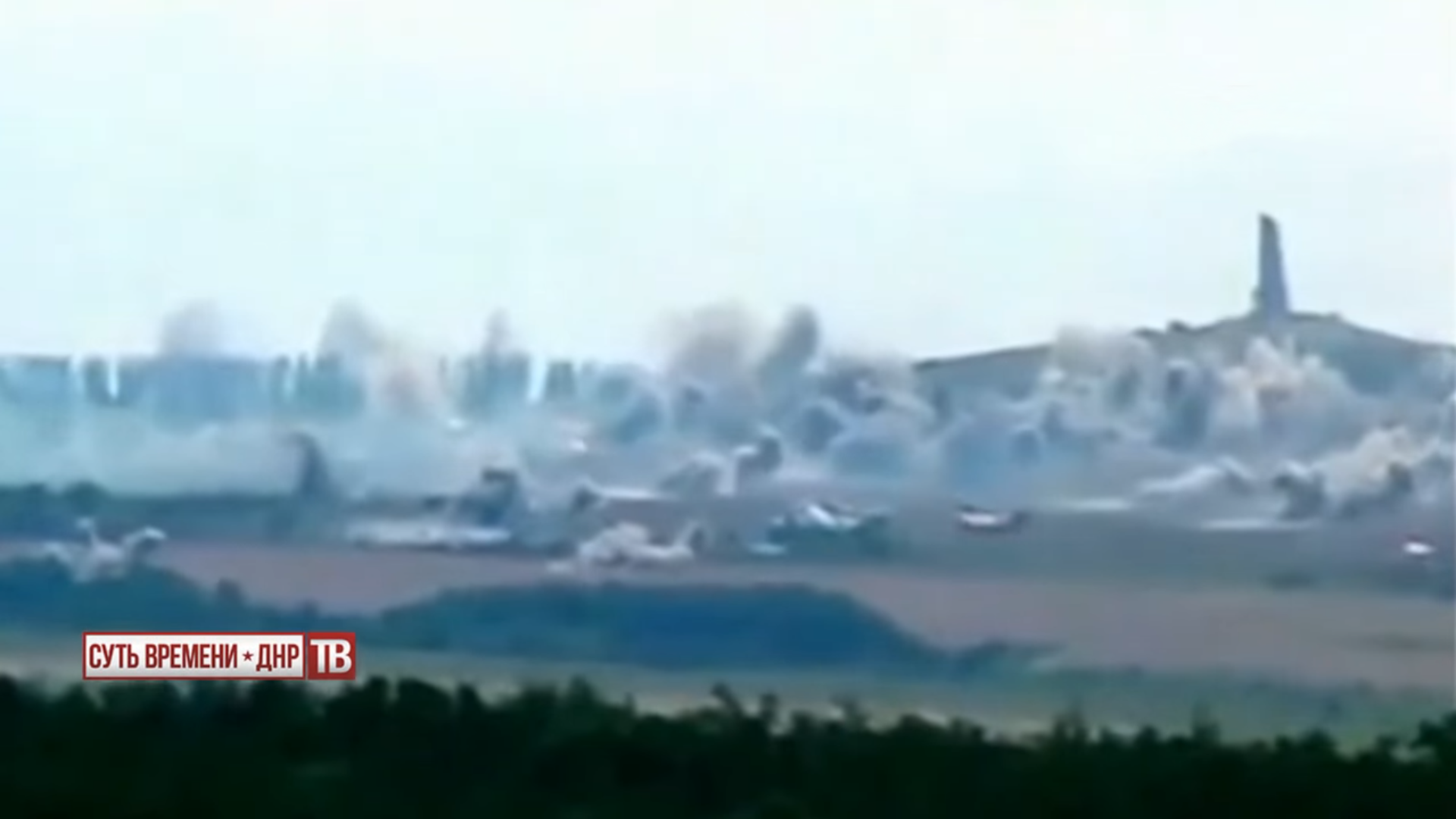
Coets BM-21 ucraïnesos esclatant a Savur-Mohila, juliol 2014
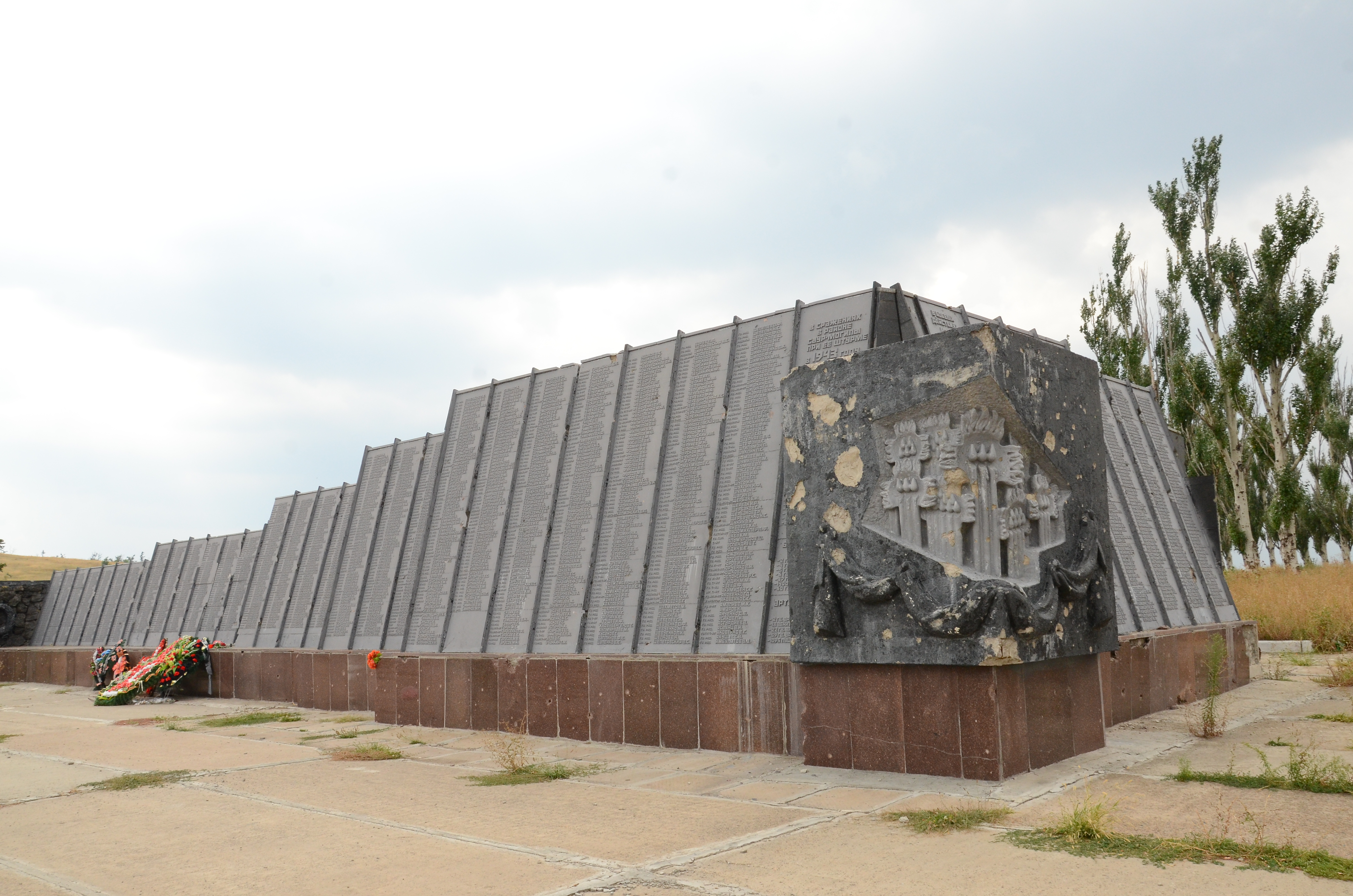
Panoràmica del memorial als soldats soviètics de la 2a Guerra Mundial, agost 2015
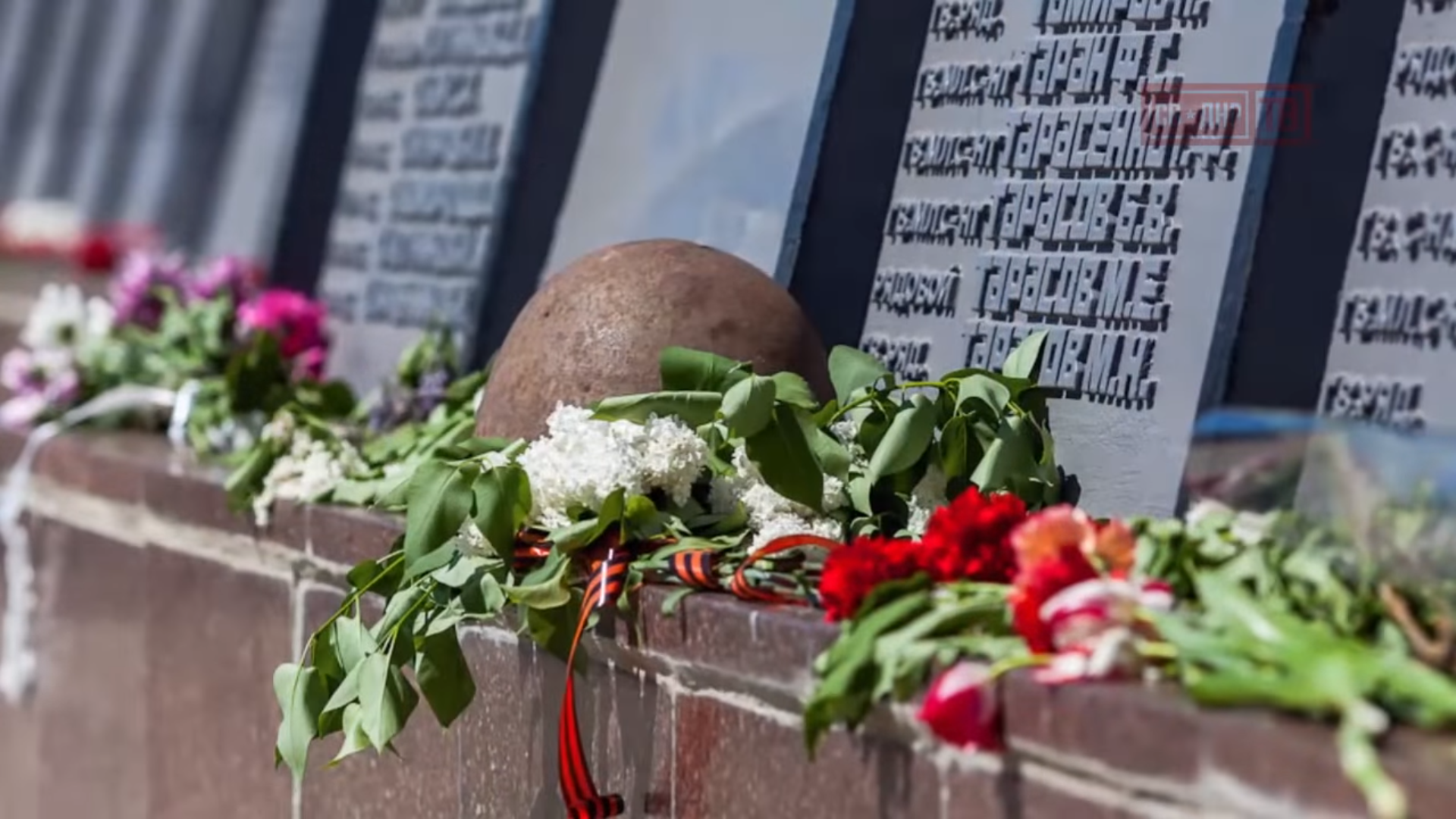
Zoom del memorial
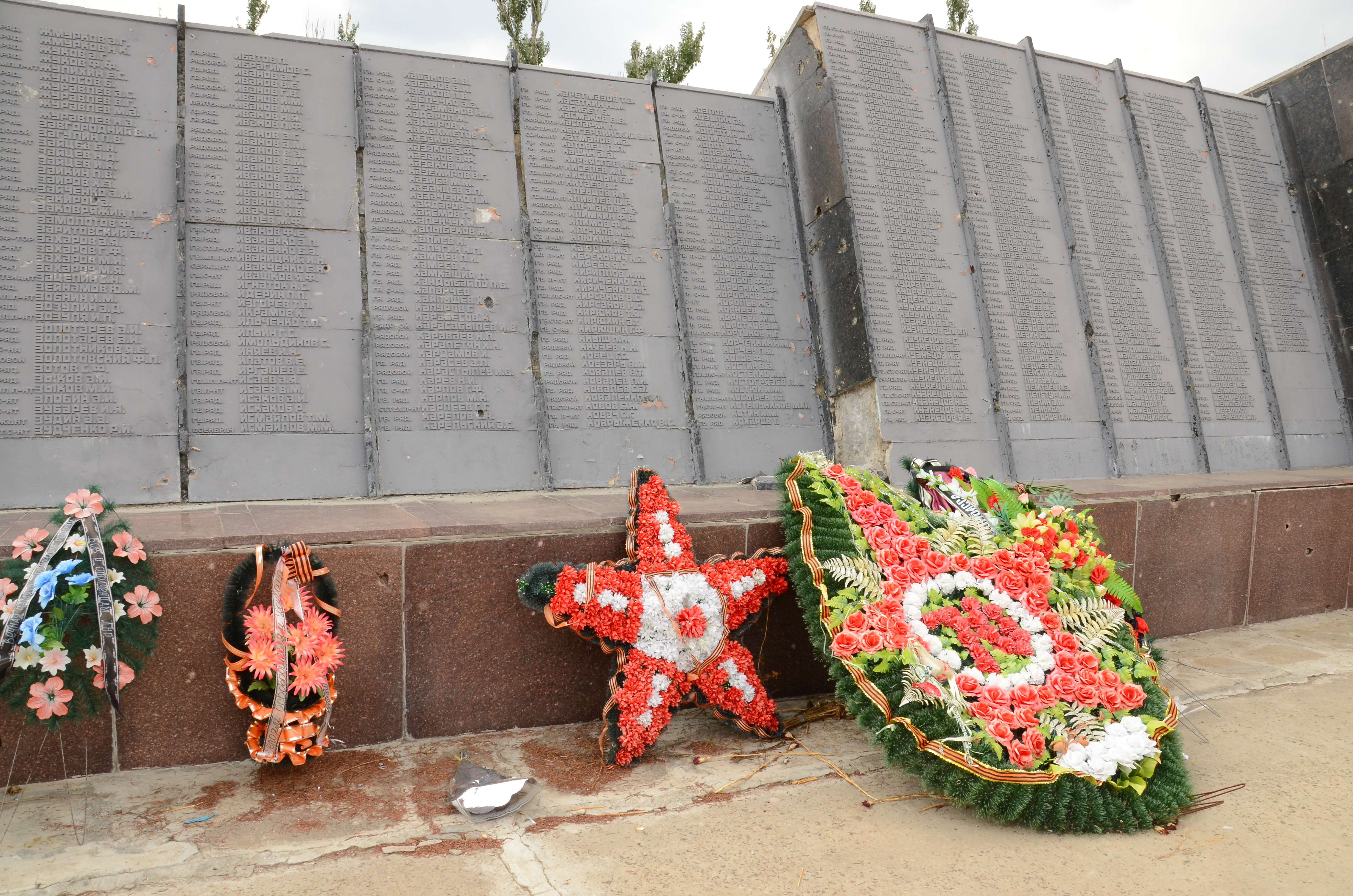
Vista alternativa al memorial
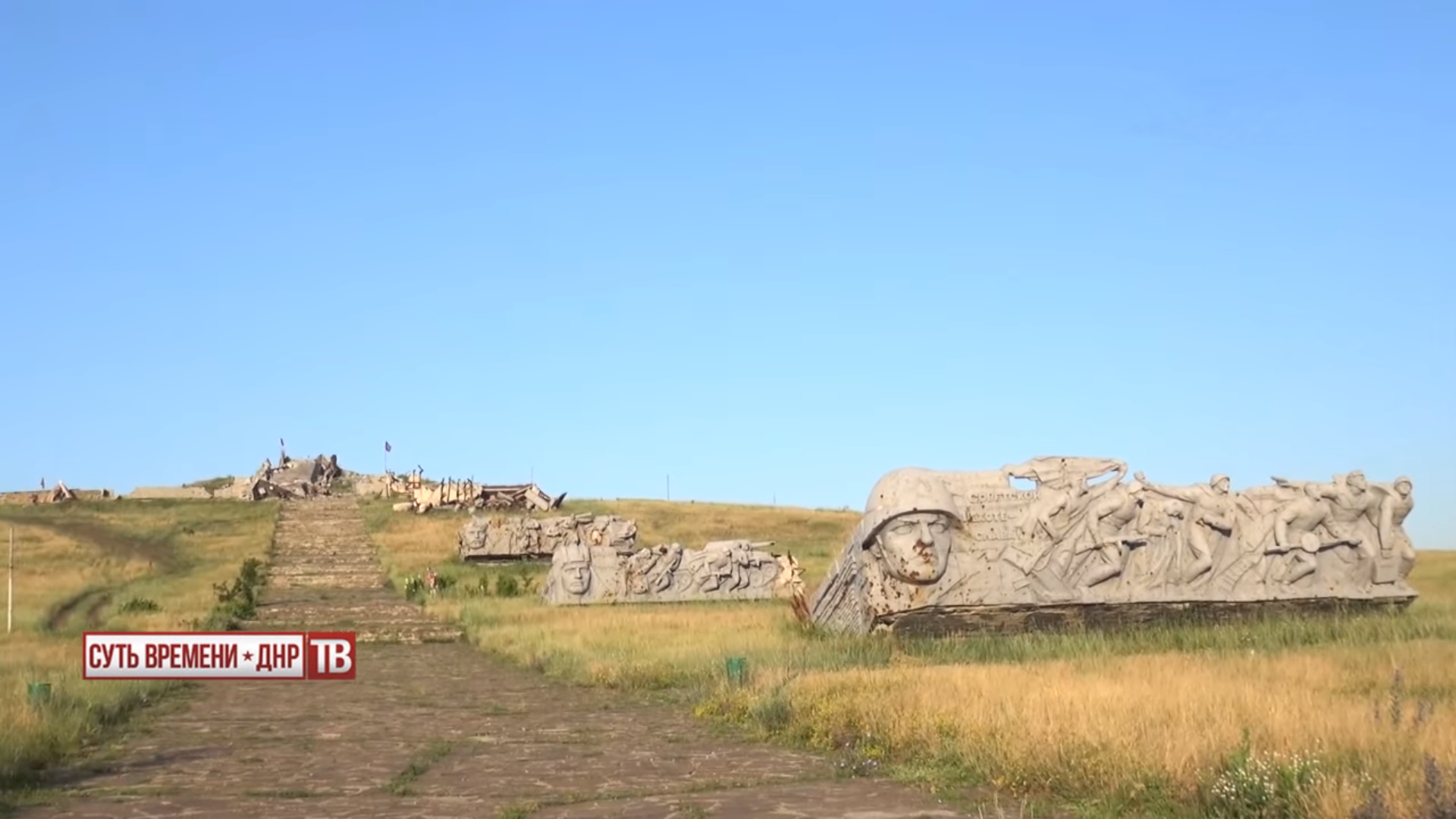
Vista del complex danyat notablement un any després de la batalla de la guerra del Donbas, 2015
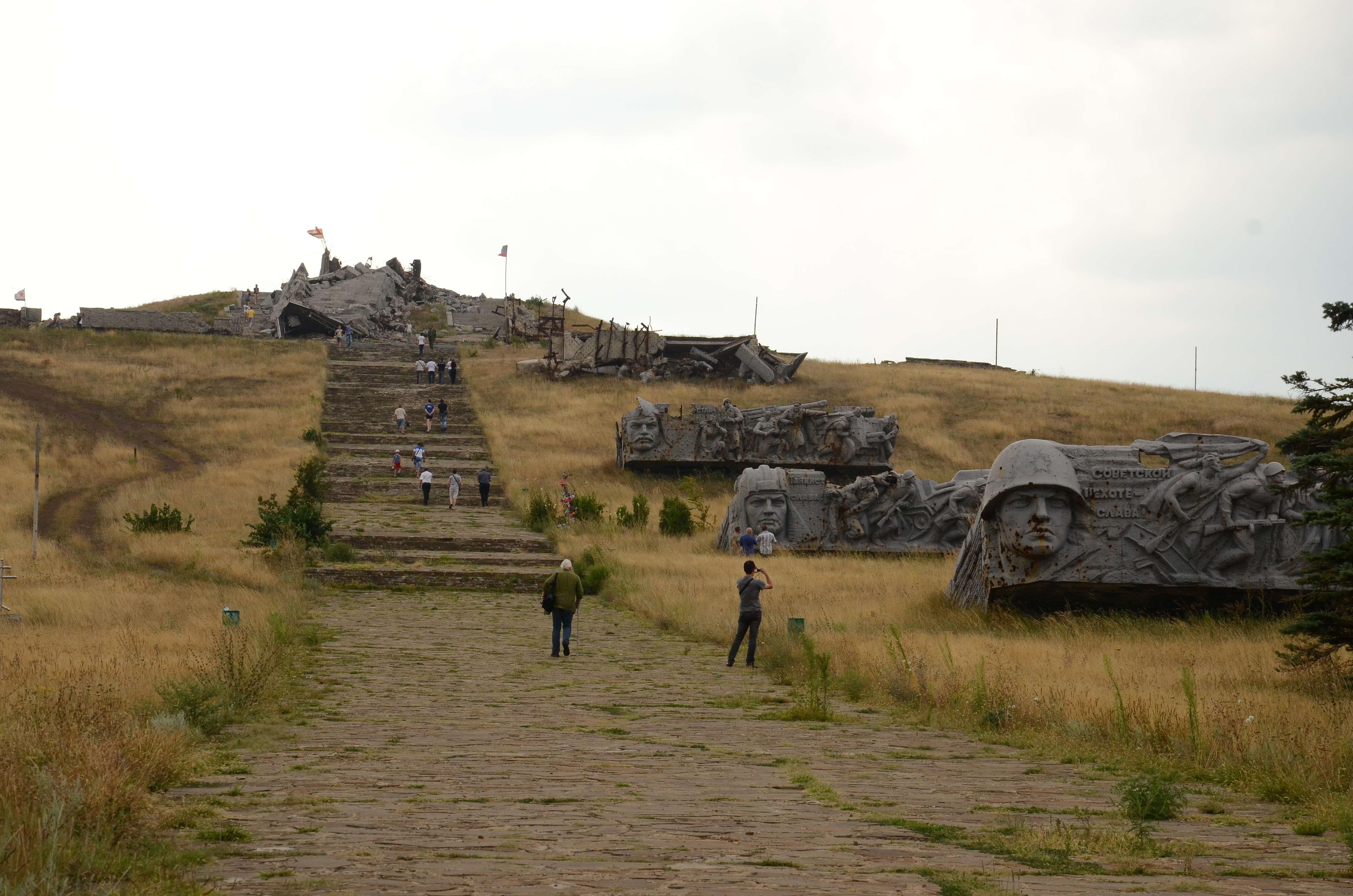
Vista d'alta definició del camí i els visitants
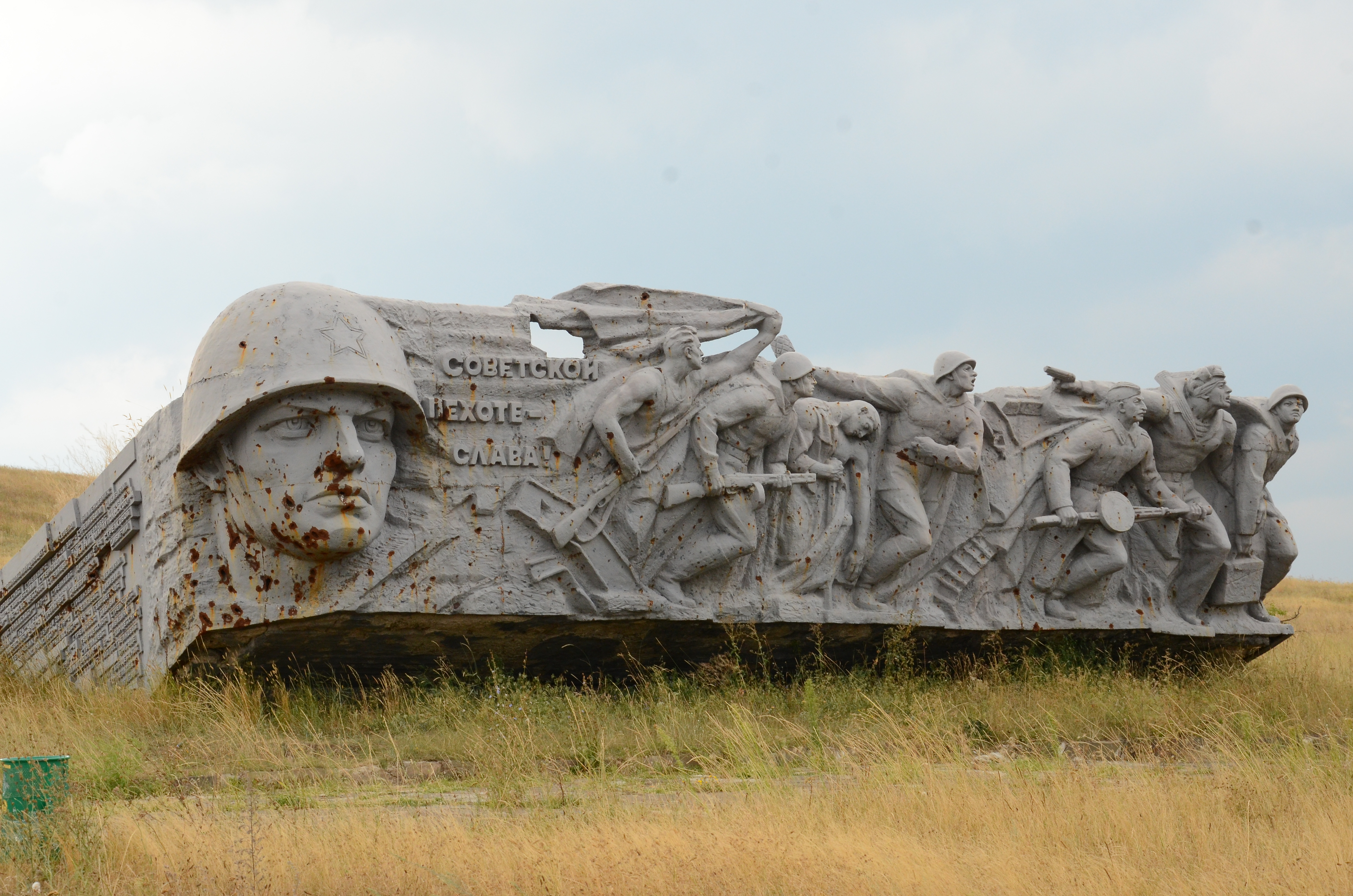
Seqüela del monument als soldats soviètics
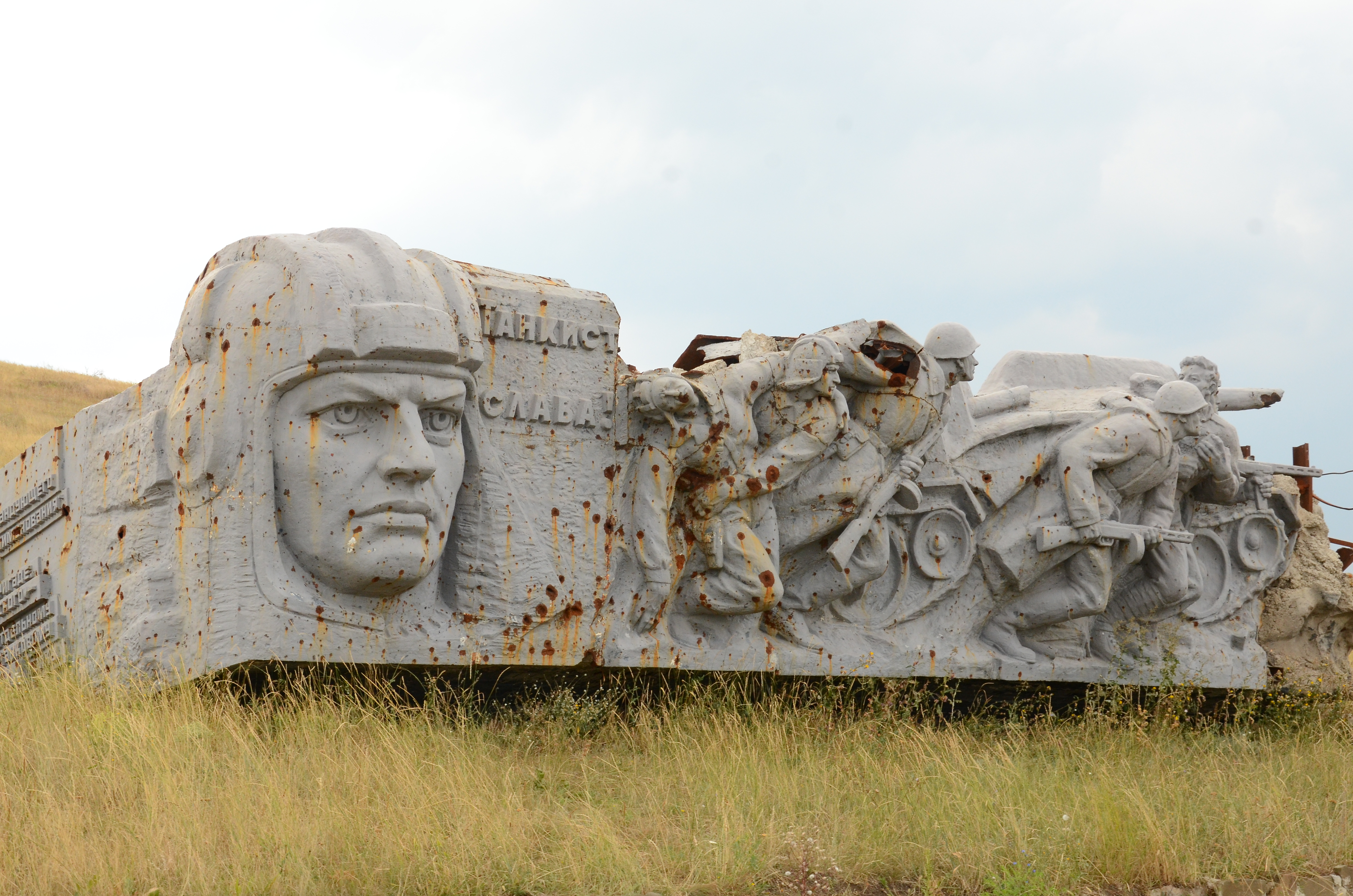
Seqüela del monument als tanquistes soviètics
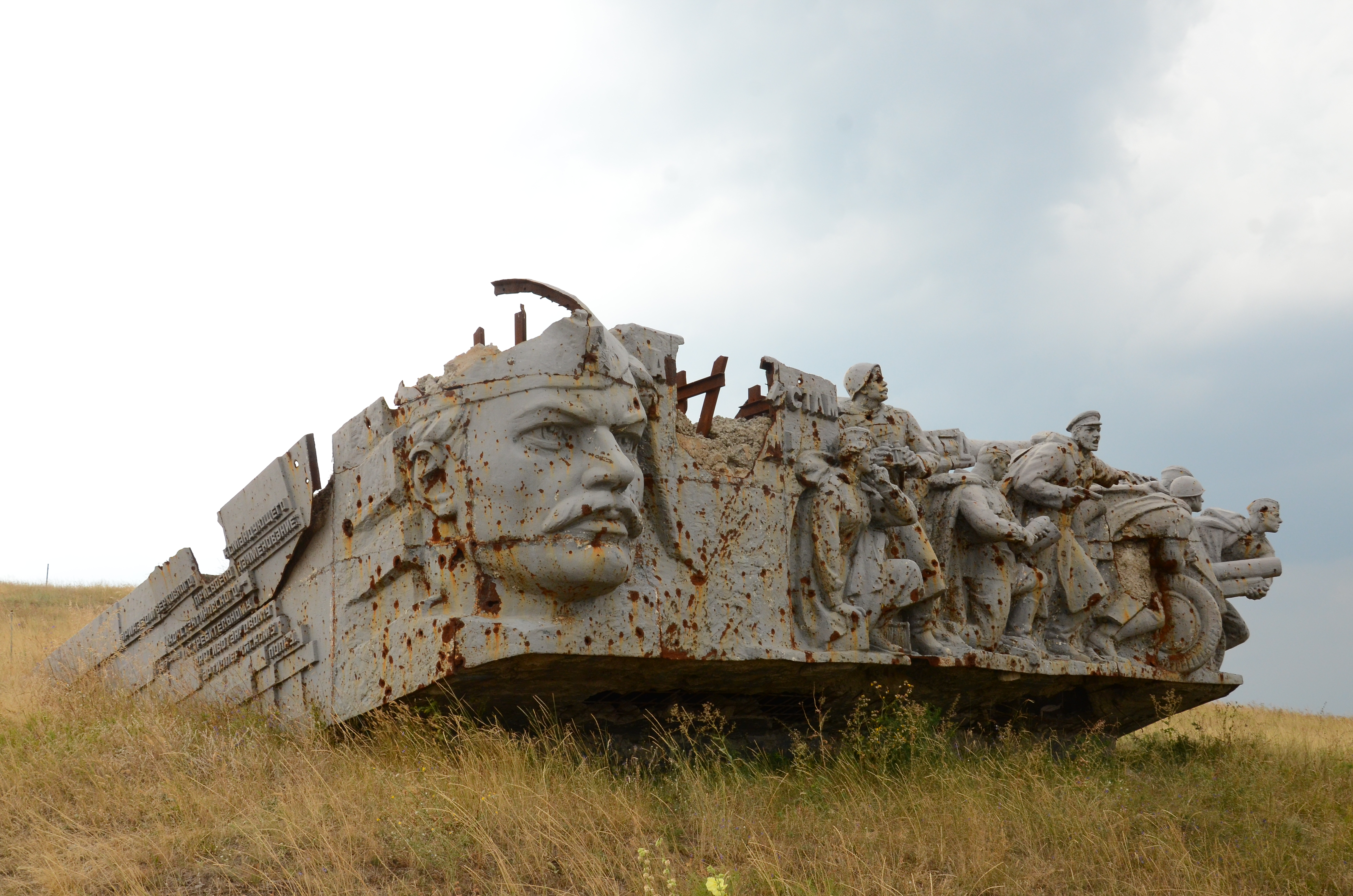
Seqüela del monument als artillers soviètics
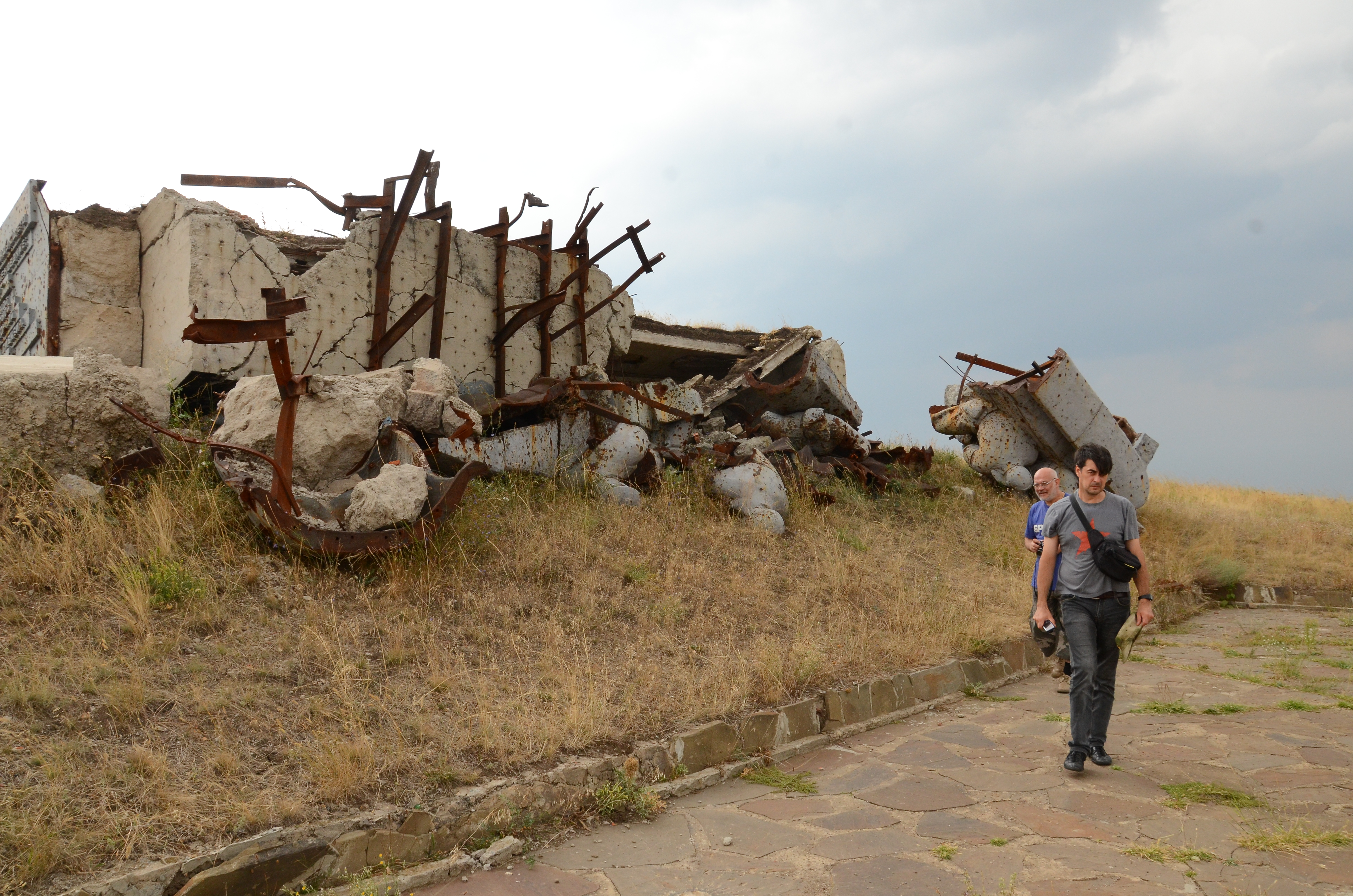
Seqüela del monument als aviadors soviètics
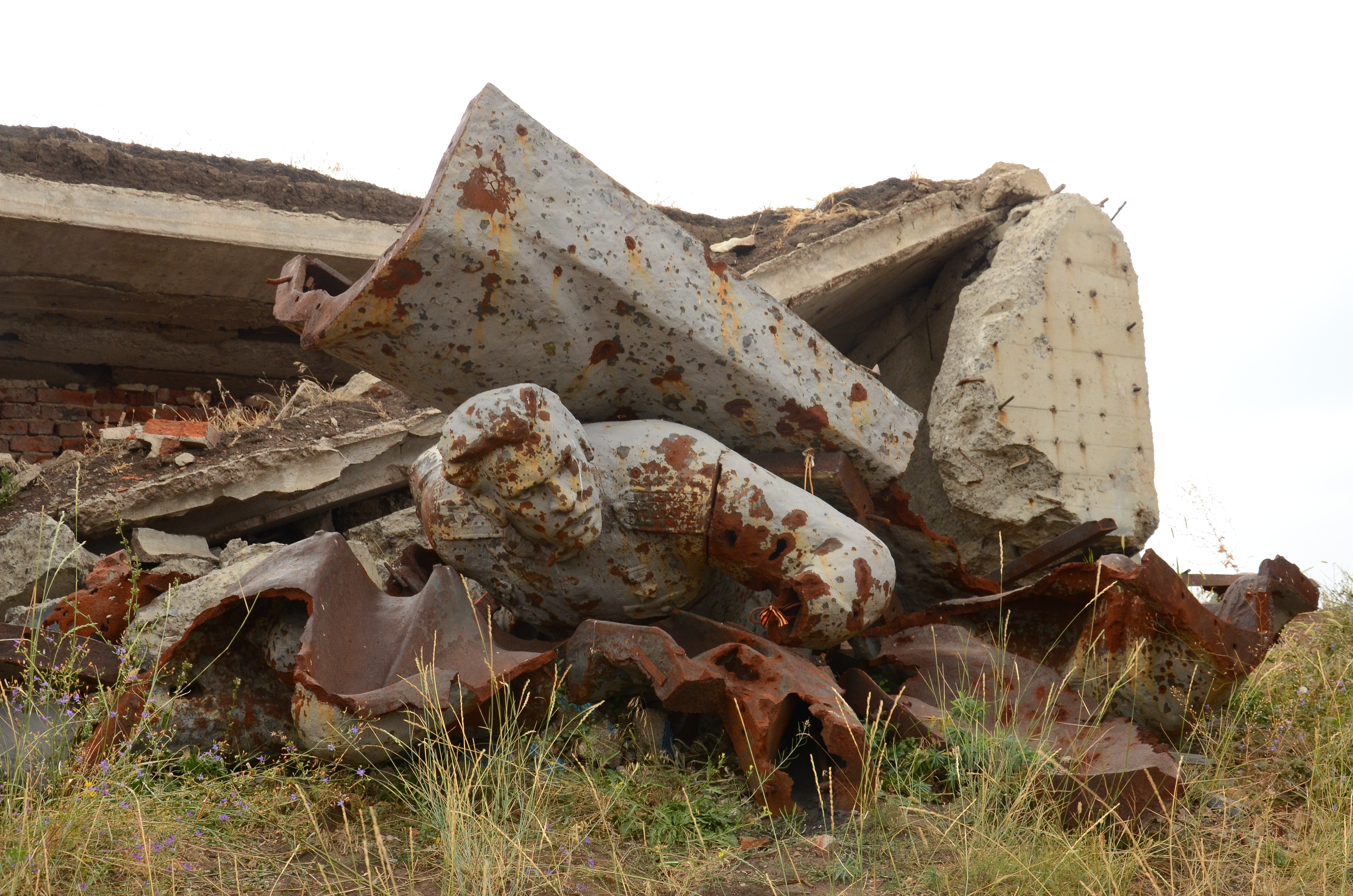
Estàtua d'aviador soviètic esfondrada davant la runa
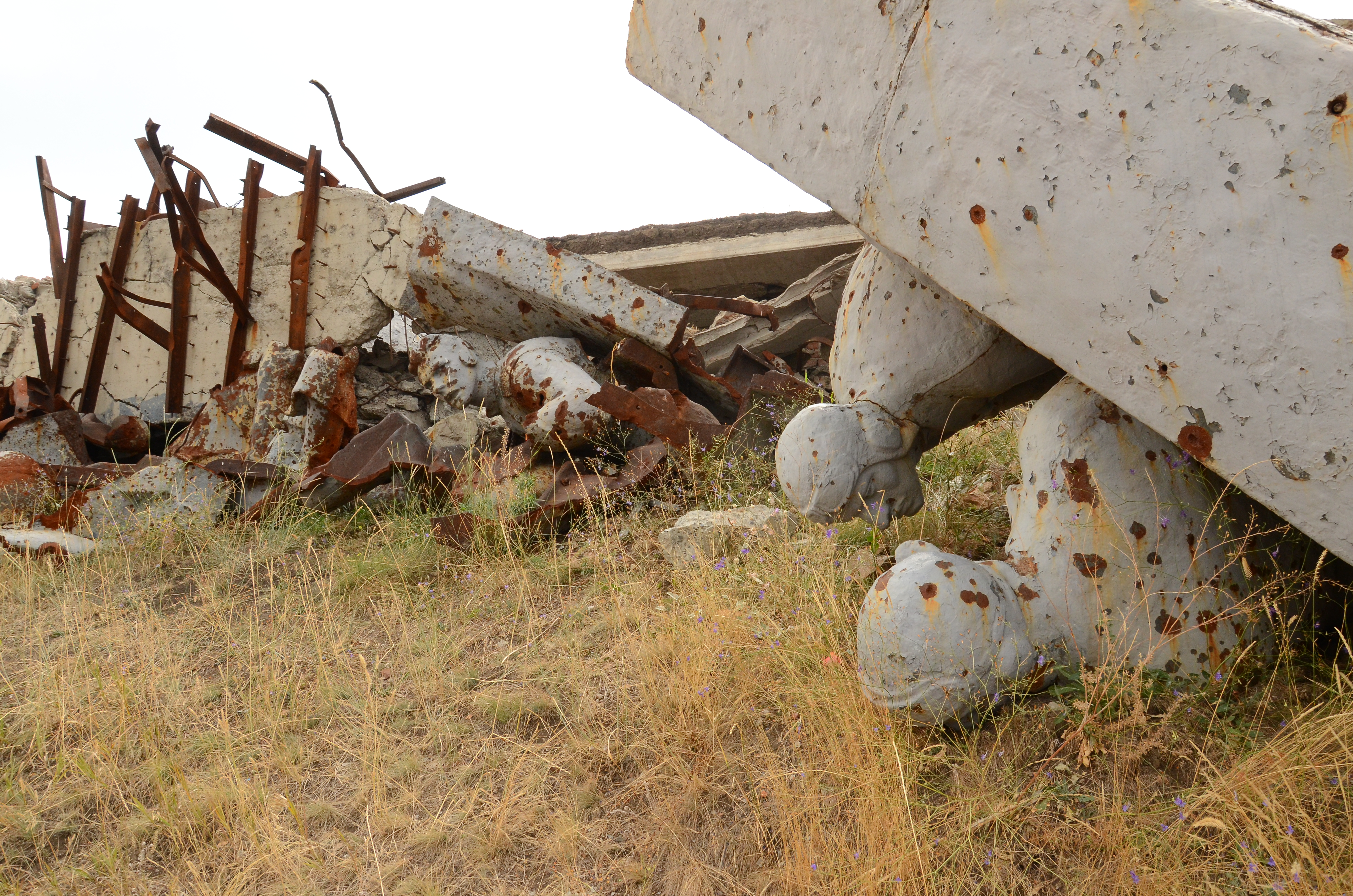
Més estàtues d'aviadors entre les runes
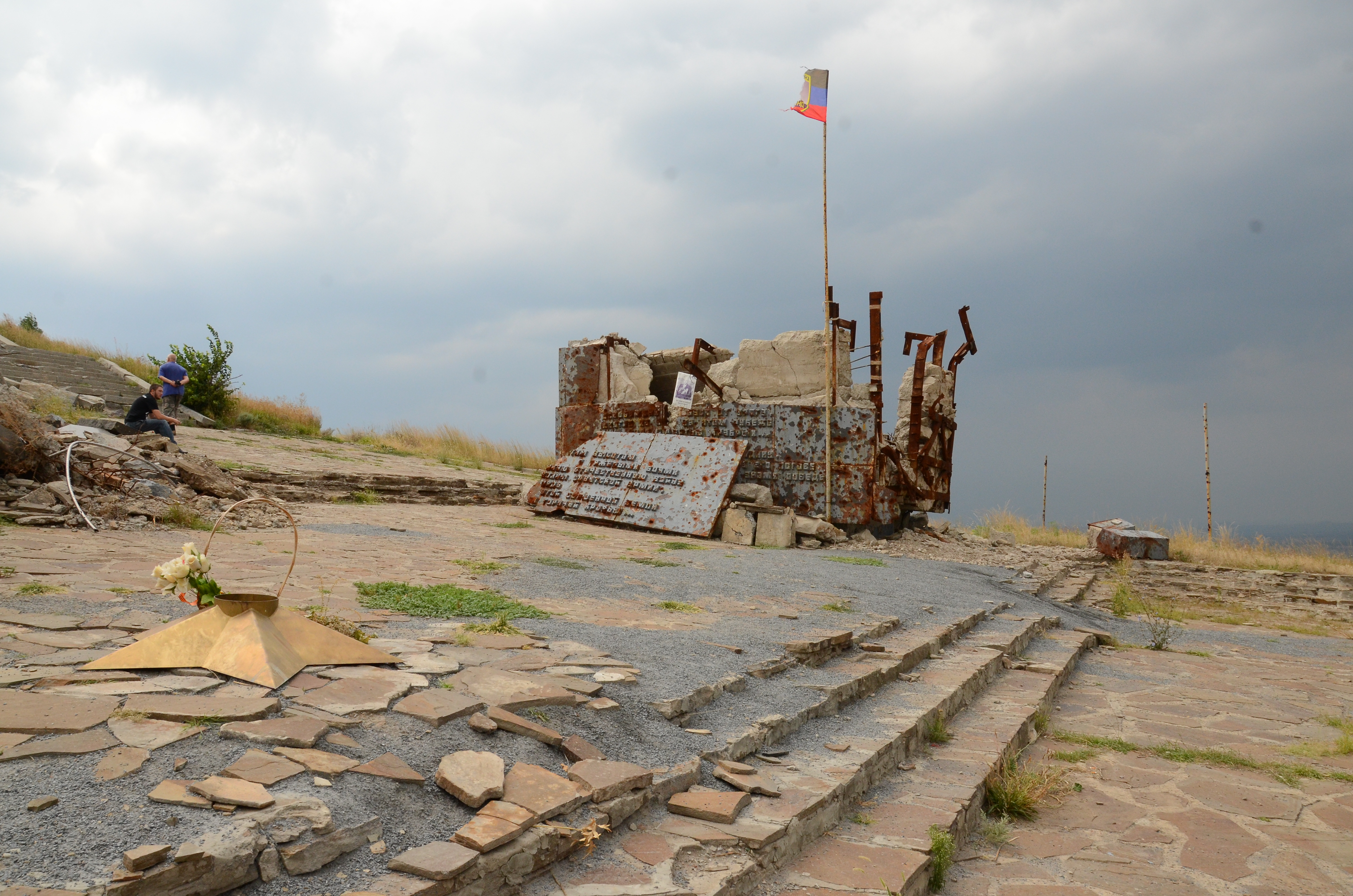
Un memorial considerablement danyat després de la batalla
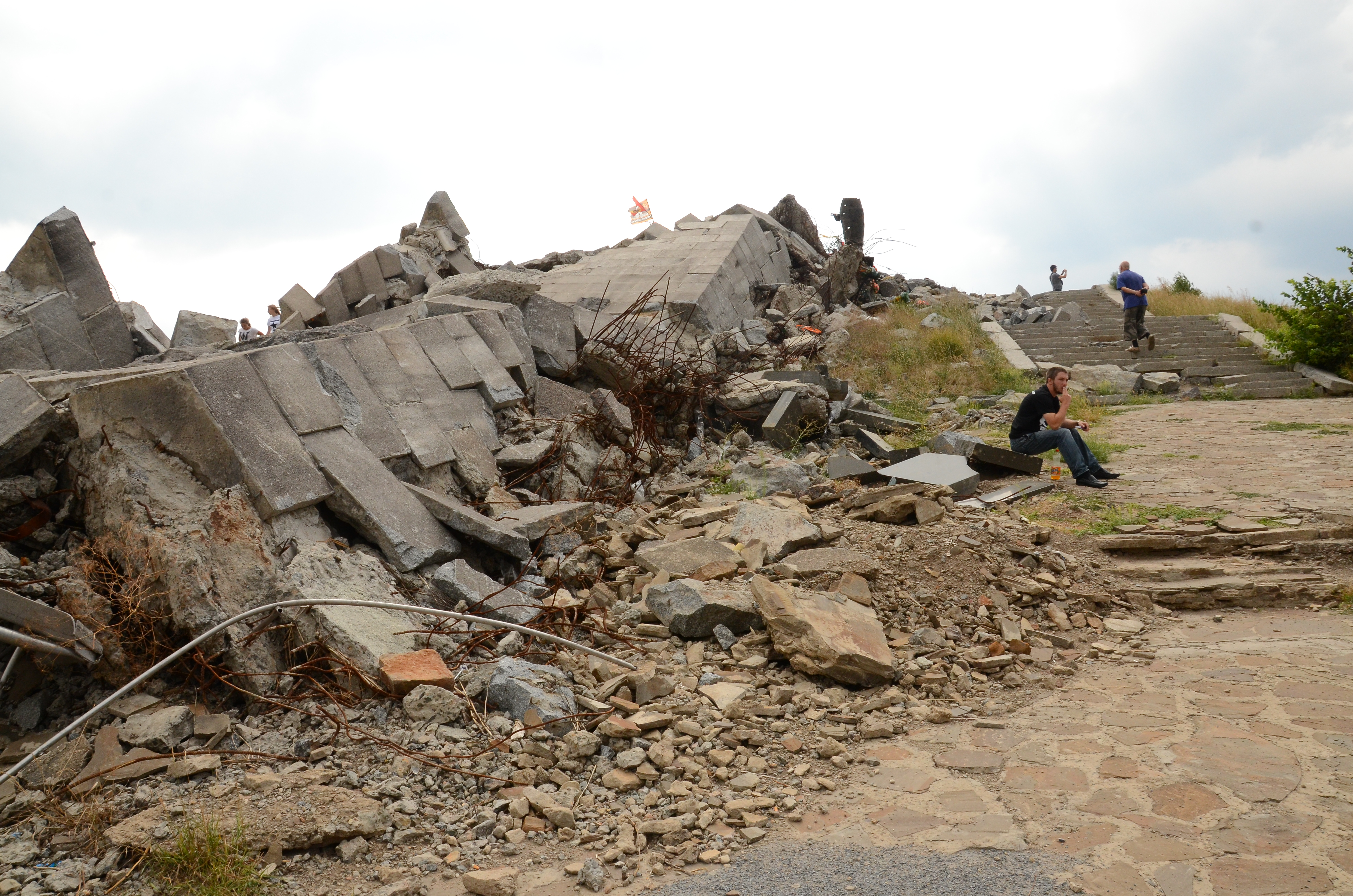
Camí a l'obelisc destruït
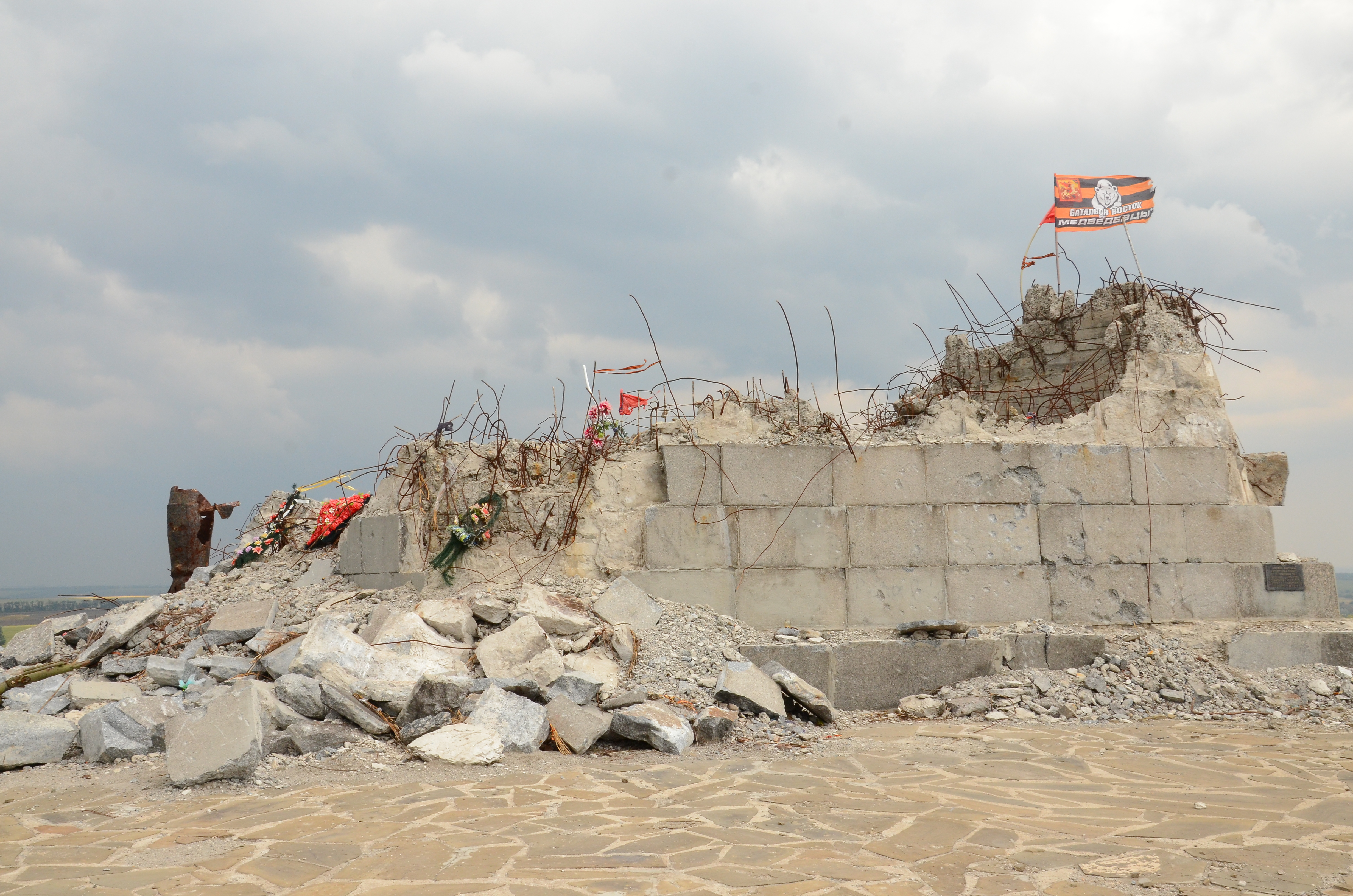
Vista exterior de l'antic obelisc
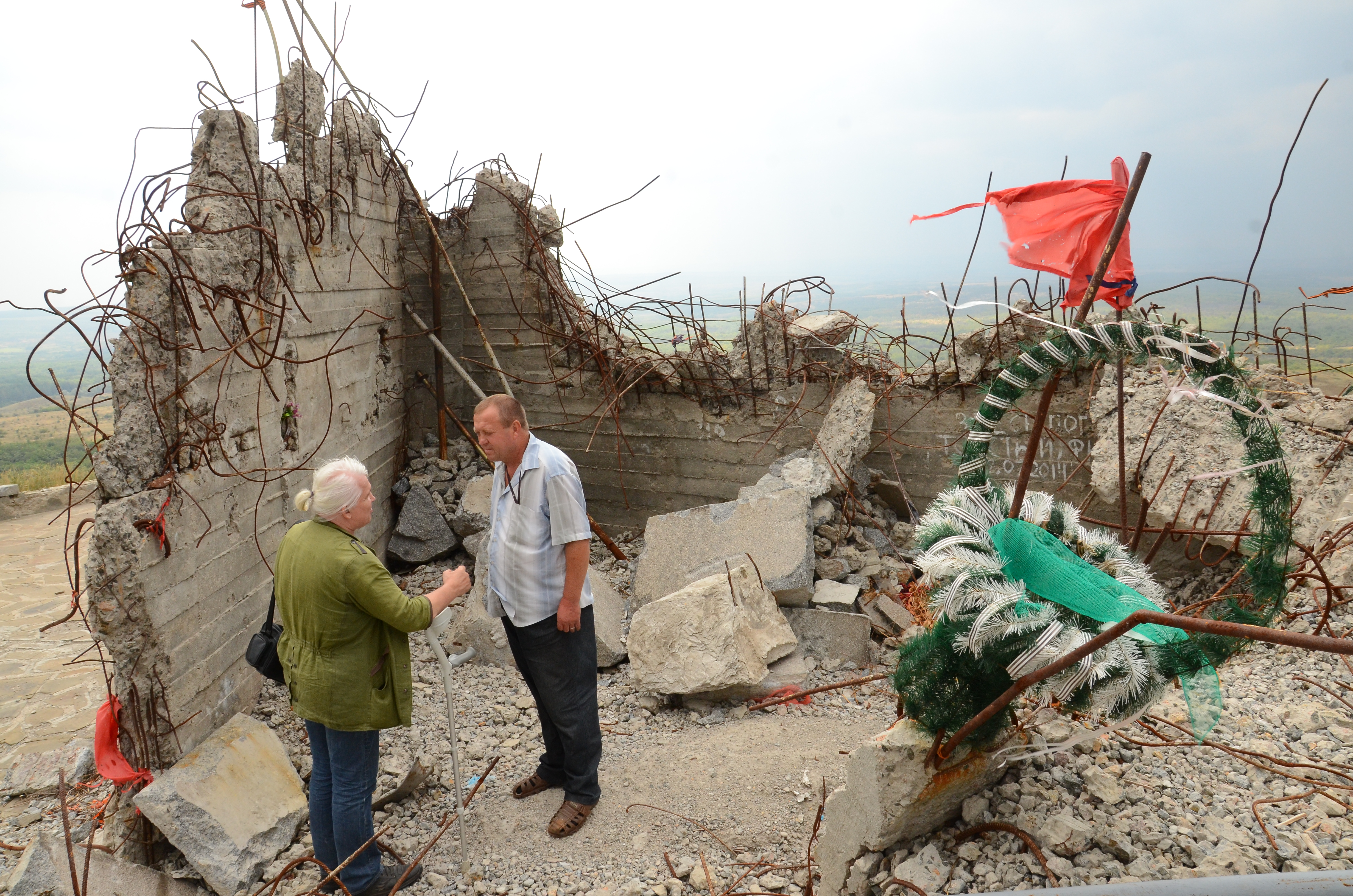
Runes dins de l'antic obelisc
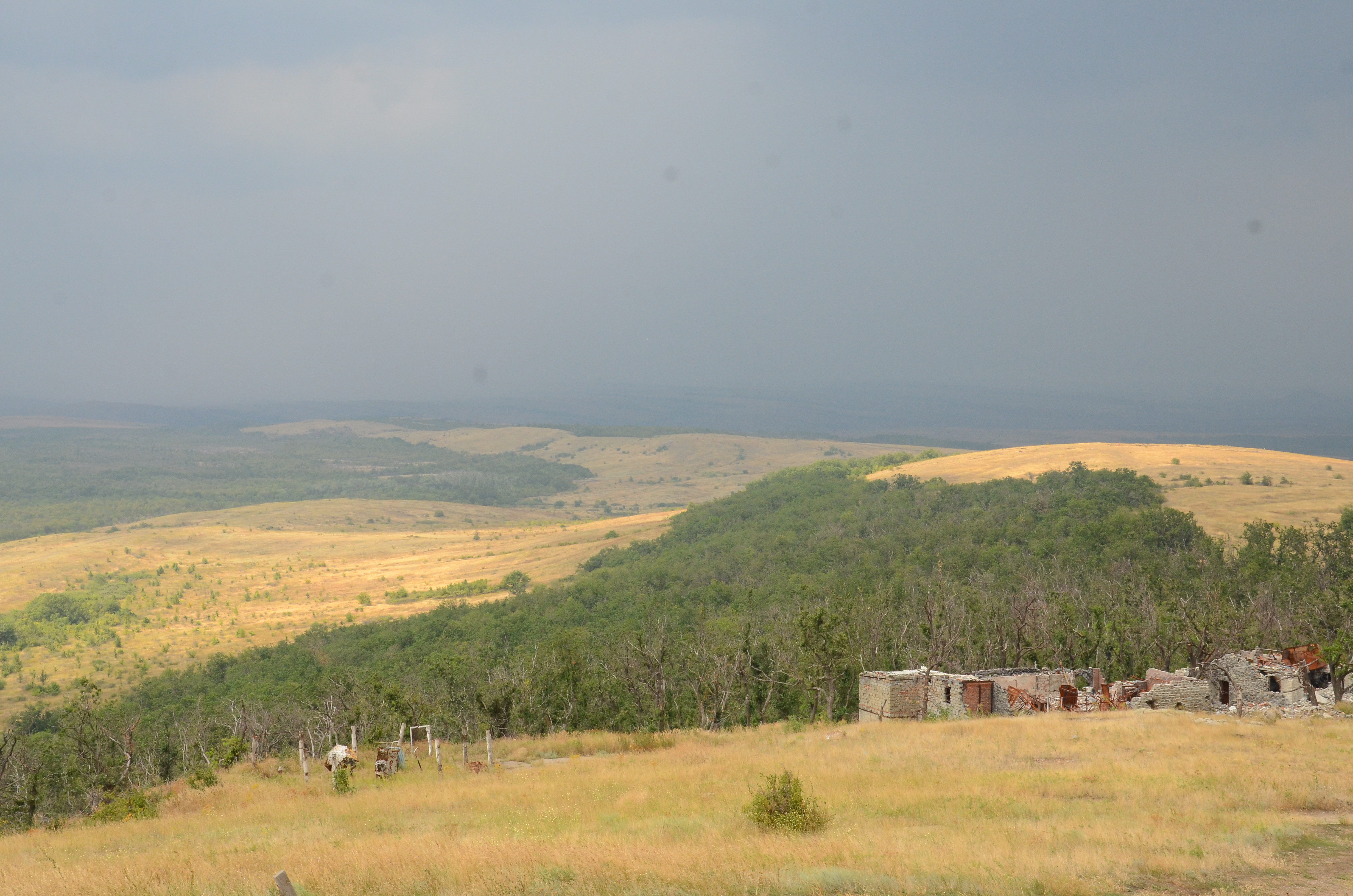
Vista de l'àrea en front de Savur-Mohila
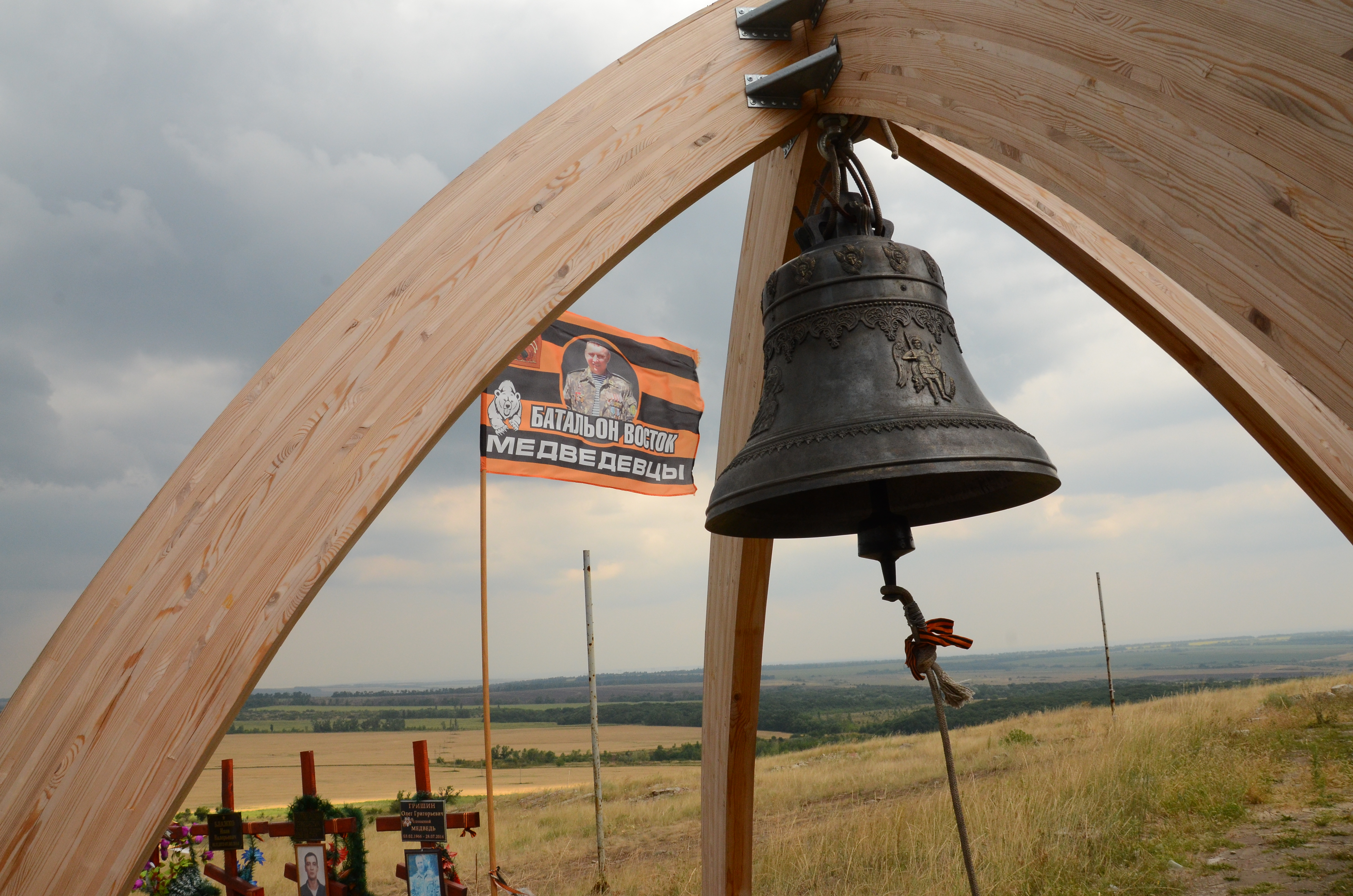
Cementiri del lluitadors de la unitat «Medvedevtsi» del batalló Vostok de la RPD, amb una campana antiga
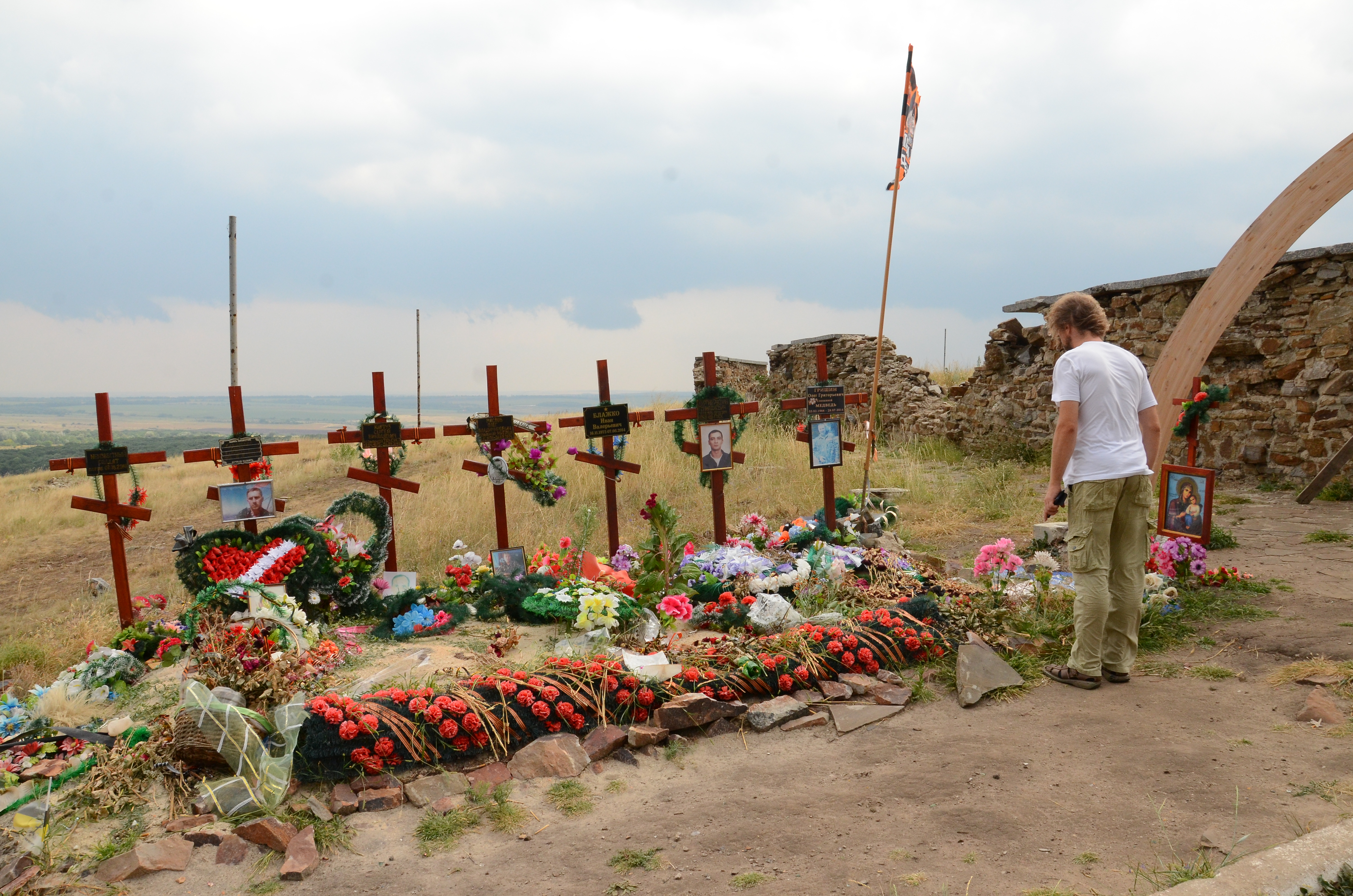
Zoom dels lluitadors de la RPD caiguts en combat en la captura del túmul